# ブイコー・タマーシュ
ブイコー・タマーシュ（Bujkó Tamás 1959年7月1日 - 2008年3月21日）は、ハンガリーのブダペスト出身の柔道選手。階級は60kg級及び65kg級。身長165cm。

## 人物
1981年のヨーロッパジュニア60kg級で優勝を飾った。1983年の世界選手権では銀メダルを獲得した。1984年のロサンゼルスオリンピックはハンガリーがボイコットしたために出場できなかった。1985年には階級を65kg級に上げると、世界選手権で3位になった。1986年のグッドウィルゲームズでは3位だった。1987年の世界選手権でも3位となった。翌年のソウルオリンピックでは5位に終わった。

## 惨劇
ブイコーは2004年にロンドンに移り住むと、食品加工会社に勤務するようになった。2007年9月に元の家にあった所有物を引き取るために戻ったところ、そこに代わって住み始めた同じハンガリー出身のイフィ・フェレンツと口論になった。その際にブイコーはイフィをゲイ呼ばわりすると、イフィの友達が見ている前でイフィに腕緘を仕掛けて恥をかかせた。この時の負傷に関して医者は打ち身と診断したが、イフィは骨折したと主張している。しかし警察は何の対応もしなかったことから、ブイコーに対する復讐を計画することになった。
2008年3月21日の早朝、ハーロウにある地下鉄のサドベリー・ヒル駅の外側でイフィはブイコーを見つけると、グラスジャーに詰め込んでおいた塩化カリウムをブイコーの顔に投げつけた。ブイコーは悲鳴を上げて地面を転がり回って助けを求めるも、イフィはお構いなしにブイコーにパンチを浴びせて踏み付けた。さらに、ランプハンマーで何度となくブイコーの頭部を含めた全身を叩きまくった。続いて2種類のナイフを取り出すと、ブイコーの顔や目を切り裂いた。ブイコーがイフィを何とか振り払おうとするが、今度はブイコーの指を削ぎ落とし始めた。その後、イフィは警察に身柄を拘束されたが、ブイコーは死亡した。なお、これは多数の通勤者が見ている前での惨劇だった。
裁判の結果、イフィは終身刑を言い渡されたが、何の改悛の情も示さなかった。それどころか、ブイコーに対する怒りがいまだに収まらないと精神科医に語った。

## 主な戦績
60kg級での戦績
- 1981年 - ヨーロッパジュニア　優勝
- 1983年 - 世界選手権　2位
- 1985年 - ハンガリー国際　優勝
- 1985年 - 世界選手権　3位

65kg級での戦績
- 1986年 - 正力国際　2位
- 1986年 - ハンガリー国際　優勝
- 1986年 - グッドウィルゲームズ　3位
- 1987年 - ドイツ国際　2位
- 1987年 - ヨーロッパ選手権　3位
- 1987年 - 世界選手権　3位
- 1988年 - オーストリア国際　優勝
- 1988年 - ソウルオリンピック　5位